# Ormosia fascipennis
Ormosia fascipennis är en tvåvingeart som först beskrevs av Zetterstedt 1838.  Ormosia fascipennis ingår i släktet Ormosia och familjen småharkrankar. Arten är reproducerande i Sverige. Inga underarter finns listade i Catalogue of Life.